# Сен-Бон-Тарантез
Сен-Бон-Таранте́з (фр. Saint-Bon-Tarentaise) — колишній муніципалітет у Франції, у регіоні Овернь-Рона-Альпи, департамент Савоя. Населення — 1981 осіб (2011).
Муніципалітет був розташований на відстані близько 500 км на південний схід від Парижа, 145 км на схід від Ліона, 60 км на схід від Шамбері.

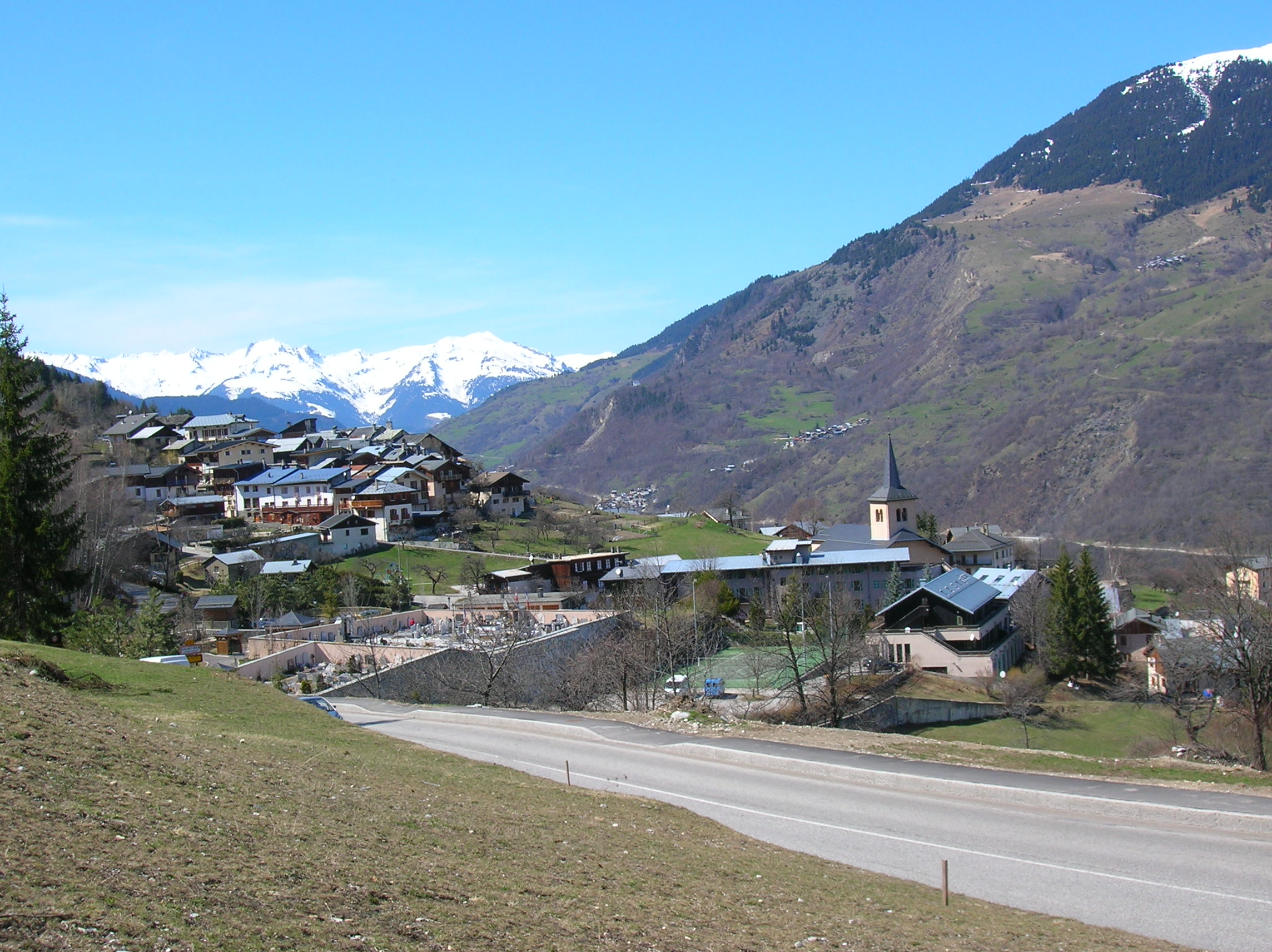

## Історія
До 2015 року муніципалітет перебував у складі регіону Рона-Альпи. Від 1 січня 2016 року належав до нового об'єднаного регіону Овернь-Рона-Альпи.
1 січня 2017 року Сен-Бон-Тарантез і Ла-Перр'єр було об'єднано в новий муніципалітет Куршевель.

## Демографія
Динаміка населення (INSEE ):
Розподіл населення за віком та статтю (2006):
| Стать | Всього | До 15 років | 15-24 | 25-44 | 45-64 | 65-85 | Понад 85 |
| --- | ------ | ----------- | ----- | ----- | ----- | ----- | -------- |
| Чоловіки | 961    | 179         | 122   | 328   | 260   | 72    | 0        |
| Жінки | 905    | 163         | 61    | 300   | 280   | 89    | 12       |
| \| Статево-вікова піраміда \| Статево-вікова піраміда \| Статево-вікова піраміда \| \| ----------------------- \| ----------------------- \| ----------------------- \| \| Чоловіки \| Вік \| Жінки \| \| 0 \| 85 + \| 12 \| \| 12 \| 80-84 \| 4 \| \| 8 \| 75-79 \| 20 \| \| 24 \| 70-74 \| 28 \| \| 28 \| 65-69 \| 37 \| \| 61 \| 60-64 \| 49 \| \| 73 \| 55-59 \| 65 \| \| 61 \| 50-54 \| 73 \| \| 65 \| 45-49 \| 93 \| \| 81 \| 40-44 \| 65 \| \| 93 \| 35-39 \| 69 \| \| 97 \| 30-34 \| 105 \| \| 57 \| 25-29 \| 61 \| \| 53 \| 20-24 \| 41 \| \| 69 \| 15-20 \| 20 \| \| 49 \| 10-14 \| 41 \| \| 53 \| 5-9 \| 65 \| \| 77 \| 0-4 \| 57 \| |        |             |       |       |       |       |          |
| Статево-вікова піраміда |        |             |       |       |       |       |          |
| Чоловіки | Вік    | Жінки       |       |       |       |       |          |
| 0 | 85 +   | 12          |       |       |       |       |          |
| 12 | 80-84  | 4           |       |       |       |       |          |
| 8 | 75-79  | 20          |       |       |       |       |          |
| 24 | 70-74  | 28          |       |       |       |       |          |
| 28 | 65-69  | 37          |       |       |       |       |          |
| 61 | 60-64  | 49          |       |       |       |       |          |
| 73 | 55-59  | 65          |       |       |       |       |          |
| 61 | 50-54  | 73          |       |       |       |       |          |
| 65 | 45-49  | 93          |       |       |       |       |          |
| 81 | 40-44  | 65          |       |       |       |       |          |
| 93 | 35-39  | 69          |       |       |       |       |          |
| 97 | 30-34  | 105         |       |       |       |       |          |
| 57 | 25-29  | 61          |       |       |       |       |          |
| 53 | 20-24  | 41          |       |       |       |       |          |
| 69 | 15-20  | 20          |       |       |       |       |          |
| 49 | 10-14  | 41          |       |       |       |       |          |
| 53 | 5-9    | 65          |       |       |       |       |          |
| 77 | 0-4    | 57          |       |       |       |       |          |

## Економіка
2010 року серед 1338 осіб працездатного віку (15—64 років) 1128 були активними, 210 — неактивними (показник активності 84,3%, у 1999 році було 82,5%). З 1128 активних мешканців працювали 1094 особи (579 чоловіків та 515 жінок), безробітними було 34 (13 чоловіків та 21 жінка). Серед 210 неактивних 73 особи були учнями чи студентами, 75 — пенсіонерами, 62 були неактивними з інших причин.

У 2010 році в муніципалітеті числилось 816 оподаткованих домогосподарств, у яких проживали 1785,0 особи, медіана доходів виносила 21 693 євро на одного особоспоживача